# Antitest-dependens sejt-közvetített citotoxicitás

Antitest-dependens celluláris citotoxicitás

Az antitest-dependens sejt-közvetített citotoxicitás (ADCC) olyan adaptív immunreakció, melynek következtében az immunrendszer egy effektor sejtje kötődik ahhoz a célsejthez, melynek antigénjéhez antitest kötődött. Az így kialakult antigén-antitest komplexhez kötődik az effektor sejt, és a célsejt lízisét váltja ki. Az emberi ADCC reakciókban általában IgG vesz részt mint antitest. Ez egy a számos antitestek által közvetített folyamatok közül, amely a humorális immunválasz részeként visszaszorítják a fertőzést.
A klasszikus antitest-dependens sejt-közvetített citotoxicitás effektor sejtjei a természetes ölősejtek (NK-sejtek), de makrofágok, neutrofil és eozinofil granulociták is tudják közvetíteni. Például az eozinofil granulociták bizonyos paraziták ellen irányuló ADCC reakcióit IgE antitest mediálja.